# Adude Adaulá
Fana (Paná) Cosroes (em persa: پناه (فنا) خسرو; romaniz.: Fannā (Panāh) Khusraw), mais conhecido por seu lacabe de Adude Adaulá (em árabe: عضد الدولة; romaniz.: ʿAḍud al-Dawla, lit. 'pilar da dinastia [Abássida]'; 24 de setembro de 936 – 26 de março de 983) foi um emir da dinastia buída, governando de 949 a 983, e em seu auge de poder governando um império que se estendia de Macrão ao Iêmem e às margens do mar Mediterrâneo. É amplamente considerado o maior monarca da dinastia e, no final de seu reinado, era o governante mais poderoso do Oriente Médio.
O filho de Ruquém Adaulá, Fana Cosroes recebeu o título de Adude Adaulá do califa abássida em 948, quando foi feito emir de Fars após a morte de seu tio sem filhos Imade Adaulá, após o que Ruquém Adaulá se tornou o emir sênior dos buídas. Em 974, Adude Adaulá foi enviado por seu pai para salvar seu primo Ize Adaulá de uma rebelião. Depois de derrotar as forças rebeldes, reivindicou o emirado do Iraque para si e forçou seu primo a abdicar. Seu pai, no entanto, ficou irritado com essa decisão e restaurou Ize Adaulá. Após a morte do pai de Adude Adaulá seu primo se rebelou contra ele, mas foi derrotado. Adude Adaulá se tornou posteriormente o único governante da dinastia buída e assumiu o antigo título iraniano de xainxá (rei de reis).
Quando Adue Adaulá se tornou emir do Iraque, a capital, Baguedade, estava sofrendo com violência e instabilidade devido a conflitos sectários. Para trazer paz e estabilidade, ordenou a proibição de manifestações públicas e polêmicas. Ao mesmo tempo, patrocinou vários estudiosos xiitas, como Almufide, e patrocinou a renovação de vários santuários xiitas importantes. Além disso, é creditado por patrocinar outros projetos científicos durante seu tempo. Um observatório foi construído por suas ordens em Ispaã, onde Azofi trabalhou. Mocadaci também relata que ordenou a construção de uma grande represa entre Xiraz e Estacre em 960. A represa irrigou cerca de 300 aldeias na província de Fars e ficou conhecida como Band-e Amir (Represa do Emir). Entre suas outras grandes construções estava a escavação do canal Hafar, que uniu o rio Carum ao rio Xatalárabe (a confluência do Tigre e do Eufrates). O porto de Corranxar foi construído no Hafar, em sua junção com o Xatalárabe.

## Vida

### Reinado

#### Governo em Fars
Fana Cosroes nasceu em Ispaã em 24 de setembro de 936. Era filho de Ruquém Adaulá, que era irmão de Imade Adaulá e Muize Adaulá. De acordo com ibne Isfandiar, a mãe de Fana Cosroes era filha do nobre dailamita firuzânida Haçane ibne Alfairuzã, que era primo do proeminente líder militar dailamita Macã ibne Caqui. Em 948, foi escolhido por seu tio Imade Adaulá como seu sucessor porque não tinha herdeiro. Imade Adaulá morreu em dezembro de 949, e assim Fana Cosroes se tornou o novo governante de Fars. No entanto, esta nomeação não foi aceita por um grupo de oficiais dailamitas, que logo se rebelaram contra ele. Ruquém Adaulá partiu rapidamente para o sul do Irã para salvar seu filho, e foi acompanhado pelo vizir de Muize Adaulá para o mesmo propósito. Juntos, derrotaram os rebeldes e colocaram Fana Cosroes no trono em Xiraz. Fana Cosroes então solicitou o título de "Taje Adaulá" (Coroa do estado) do califa abássida. No entanto, para Muize Adaulá, o título de "Taje" ("coroa") implicava que ele era o governante superior do Império Buída, provocando uma reação dele, e fazendo-o recusar o pedido. Um título mais adequado ("Adude Adaulá", "Pilar da dinastia [Abássida]") foi escolhido. Adude Adaulá tinha apenas treze anos quando foi coroado como governante de Fars e foi educado lá por seu tutor Abu Alfadle ibne Amide.
Após a morte de Imade Adaulá em 949, o pai de Adude Adaulá, Ruquém Adaulá, que era o mais poderoso dos governantes buída, reivindicou o título de emir sênior, que Muize Adaulá e Adude Adaulá reconheceram. Em 955, um oficial militar dailamita chamado Maomé ibne Macã tomou Ispaã de Ruquém Adaulá. Adude Adaulá então marchou em direção à cidade e a recapturou de Maomé ibne Macã. Outro oficial militar dailamita chamado Rusbaã também se rebelou contra Muize Adaulá, enquanto seu irmão Bulaca se rebelou contra Adude Adaulá em Xiraz. Abu Alfadle ibne Amide, no entanto, conseguiu suprimir a rebelião. Em 966, Adude Adaulá e Muize Adaulá fizeram uma campanha para impor o governo buída no Omã. Muize Adaulá morreu em 967 e foi sucedido por seu filho mais velho Ize Adaulá como emir do Iraque. No mesmo ano, Adude Adaulá ajudou o ziárida Bisutum a garantir o trono ziárida de seu irmão Cabus. Adude Adaulá e Bisutum então fizeram uma aliança, e Bisutum se casou com uma filha de Adude Adaulá, enquanto ele se casou com uma filha de Bisutum.

#### Campanhas no Irã Oriental
Em 967, Adude Adaulá aproveitou a disputa entre o governante iliássida Maomé ibne Ilias e seu filho na Carmânia para anexar a província ao seu domínio. Muize Adaulá já havia tentado conquistar a província, mas foi derrotado pelos iliássidas. Adude Adaulá nomeou seu filho Xirdil Abu Alfauaris como vice-rei da província, enquanto um oficial dailamita chamado Curquir ibne Justã foi nomeado capitão-chefe do exército da Carmânia. No ano seguinte, Adude Adaulá negociou a paz com o governante safárida Calafe ibne Amade, que concordou em reconhecer a autoridade buída. Em 969/70, Suleimão, filho de Maomé ibne Ilias, queria recuperar seu reino da Carmânia e invadiu a região. Adude Adaulá conseguiu derrotar o exército de Suleimão e continuou a expandir seus domínios até o estreito de Ormuz. Durante sua campanha no sul do Irã, muitas tribos iranianas se converteram ao islamismo e juraram lealdade a ele. Em agosto/setembro de 971, Adude Adaulá lançou uma expedição punitiva contra as tribos balúchis que haviam declarado independência, os derrotou em 8 de janeiro de 972 e instalou proprietários de terras leais para controlar a região. Depois, ele e seu pai Ruquém Adaulá assinaram um tratado de paz com os samânidas pagando-lhes 150 mil dinares. No mesmo ano, Adude Adaulá conquistou a maior parte de Omã, incluindo sua capital, Soar.

#### Rebelião de Sabuqueteguim e rescaldo
Em 974, Ize Adaulá foi preso em Uacite por suas tropas que, sob seu líder, Sabuqueteguim Almuizi, se rebelaram contra ele. Adude Adaulá rapidamente deixou Fars para reprimir a rebelião, onde infligiu uma derrota decisiva aos rebeldes em 30 de janeiro de 975, que sob seu novo líder, Alpetequim, fugiram à Síria. Adude Adaulá forçou Ize Adaulá a abdicar em seu favor em 12 de março de 975. Ruquém Adaulá, muito irritado com esta ação, reclamou a Adude Adaulá que a linha de Muiz Adaulá não poderia ser removida do poder. Adude Adaulá tentou fazer as pazes com seu pai oferecendo-lhe tributo, mas Ruquém Adaulá rejeitou sua oferta e então restaurou Ize Adaulá como o governante do Iraque. As consequências da restauração levariam mais tarde à guerra entre Ize Adaulá e Adude Adaulá após a morte de Ruquém Adaulá. Em 975, Adude Adaulá lançou uma expedição para tomar Bam e derrotou outro filho de Maomé ibne Ilias que buscava reconquistar a Carmânia.

#### Luta pelo poder no Iraque e guerra com os hamadânidas
Em 16 de setembro de 976, Ruquém Adaulá, o último da primeira geração de buídas, morreu. Após sua morte, Ize Adaulá se preparou para se vingar de Adude Adaulá. Ele fez uma aliança com seu irmão, Facre Adaulá, o sucessor de seu pai nos territórios ao redor de Hamadã, e com os hamadânidas do norte do Iraque, o governante haçanuída Haçanuai e o governante das áreas pantanosas do sul do Iraque. No entanto, Muaiade Adaulá, o terceiro filho de Ruquém Adaulá, permaneceu leal ao seu irmão mais velho. Ize Adaulá parou de reconhecer o governo de seu primo e parou de mencionar seu nome durante as orações de sexta-feira. Adude Adaulá, muito indignado com seu primo, marchou em direção ao Cuzistão e o derrotou facilmente em Avaz em 1º de julho de 977. Ize Adaulá então pediu permissão a Adude Adaulá para se aposentar e se estabelecer na Síria. No entanto, na estrada para a Síria, foi convencido por Abu Taglibe, o governante hamadânida de Moçul, a lutar novamente contra seu primo. Em 29 de maio de 978, Ize Adaulá, junto com Abu Taglibe, invadiu os domínios de Adude Adaulá e lutou contra ele perto de Samarra. Ize Adaulá foi mais uma vez derrotado e foi capturado e executado sob as ordens de Adude Adaulá.
Adude Adaulá marchou para Moçul e capturou a cidade, o que forçou Abu Taglibe a fugir à região bizantina de Anzitena, onde pediu ajuda. Adude Adaulá passou um ano em Moçul para consolidar seu poder, enquanto seu exército estava completando a conquista de Diar Baquir e Diar Modar. A importante cidade hamadânida de Maiafariquim foi logo capturada por eles, o que forçou Abu Taglibe a fugir para Arraba de onde tentou negociar a paz com Adude Adaulá. Ao contrário do resto dos buídas que haviam mantido a região temporariamente, Adude Adaulá teve controle total da região durante o resto de seu reinado. Ele, agora o governante do Iraque, assumiu o controle dos territórios sob o controle dos beduínos e curdos. Também matou quase todos os filhos de Haçanuai e nomeou Badre ibne Haçanuai, o último filho sobrevivente de Haçanuai, como o governante da dinastia Haçanuaída. Deve-se entender que durante esse período a palavra "curdo" significava nômade. Ele então subjugou a tribo dos xaibanitas e lutou contra Haçane ibne Inrã, o governante de Batiá. Ele foi, no entanto, derrotado e fez as pazes com Haçane, que concordou em reconhecer sua autoridade. Durante o mesmo período, Adude Adaulá prendeu o antigo vizir de Ize Adaulá, ibne Baquia, a quem cegou e depois pisoteou até a morte por elefantes. Seu cadáver foi posteriormente empalado na cabeceira da ponte em Baguedade, onde permaneceria até a morte de Adude Adaulá.

#### Guerra no norte do Irã
Durante o mesmo período, Bisutum morreu, e seu reino foi lançado em guerra civil; seu governador do Tabaristão, Dubaje ibne Bani, apoiou seu filho como o novo governante ziárida, enquanto o irmão de Bisutum, Cabus, reivindicou o trono para si. Adude Adaulá rapidamente enviou um exército para ajudar Cabus contra Dubaje e Cabus conseguiu derrotá-lo e capturar o filho de Bisutum em Semnã. Adude Adaulá então fez o califa abássida dar a Cabus o título de Xamece Almaali. Em maio de 979, invadiu os territórios de seu irmão Facre Adaulá, que foi forçado a fugir para Gasvim e depois para Nixapur, onde grande parte de suas tropas desertou. Adude Adaulá se moveu para Carmânia (cidade)|Carmânia]] e depois Quermanxá, onde estabeleceu um governador. Em agosto/setembro de 980, capturou Hamadã e ocupou a área sul e leste da cidade. Pouco depois, em outubro/novembro do mesmo ano, Saíbe ibne Abade, o vizir do irmão mais novo de Adude Adaulá, Muaiade Adaulá, chegou de Rei para negociar uma transferência de poder na cidade em favor de seu mestre. Adude Adaulá reconheceu seu irmão mais novo Muaiade por causa de sua lealdade, e deu a ele as tropas de Facre Adaulá e o ajudou a conquistar Tabaristão e Gurgã de Cabus, que havia traído Adude Adaulá ao dar refúgio a Facre Adaulá. Muaiade Adaulá logo conseguiu conquistar essas duas províncias.

#### Consolidação do império e negociações de paz com os bizantinos
Adude Adaulá era agora o governante sênior do Império Buída, e vários governantes como os hamadânidas, Safáridas, xaínidas, haçanuaídas e até mesmo outros governantes menores que controlavam o Iêmen, incluindo suas regiões vizinhas, reconheceram sua autoridade. Outras regiões, como Macrão, também estavam sob o controle buída. Adude Adaulá então retornou a Baguedade, onde construiu e restaurou vários edifícios na cidade. Também interrompeu a disputa entre os dailamitas e os turcos do exército buída. Em 980, o rebelde bizantino Bardas Esclero fugiu para Maiafariquim. Quando chegou, enviou seu irmão a Baguedade para oferecer sua lealdade a Adude Adaulá e fazer uma aliança contra os bizantinos, que Adude Adaulá aceitou. Um emissário bizantino de Constantinopla chegou logo a Baguedade e tentou persuadir Adude Adaulá a entregar o rebelde, mas ele recusou, mantendo o rebelde e alguns de seus familiares na cidade pelo resto de seu reinado, fortalecendo assim sua posição diplomática com os bizantinos. Em 981, Adude Adaulá enviou Abu Becre Baquilani a Constantinopla para negociar a paz. No entanto, provavelmente foi enviado para espionar os bizantinos e como seus militares operavam, já que Adude Adaulá estava planejando invadir o território bizantino.
Em 982, Adude Adaulá enviou outro emissário a Constantinopla, desta vez, Abu Ixaque ibne Xarã, que, após passar três meses na cidade, concluiu um tratado de paz de 10 anos com eles. Um ano depois, um emissário bizantino voltou a Baguedade, mas Adude Adaulá estava doente demais para pôr fim às negociações. No final, o tratado de paz de 10 anos foi finalmente concluído, e os bizantinos também concordaram em mencionar o nome de Adude Adaulá na oração de sexta-feira em Constantinopla. Saíbe ibne Abade é conhecido por ter dito o seguinte sobre este evento: "ele [Adude Adaulá] fez o que nenhum rei dos árabes nem nenhum Cosroes [rei] dos persas poderia - ele tem a Síria e os dois Iraques, e ele está próximo do déspota de Bizâncio e do Magrebe por sua correspondência contínua."

## Administração e contribuições

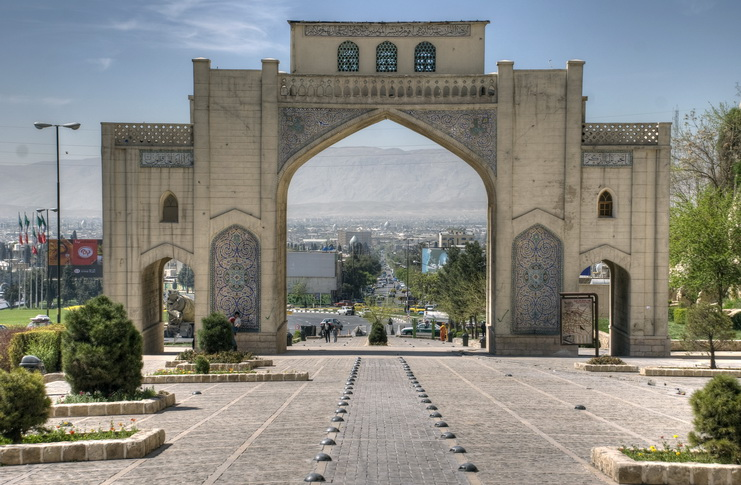
Portão do Alcorão em Xiraz, construído durante o reinado de Adude Adaulá

Adude Adaulá manteve sua corte em Xiraz e sob seu comando o Império Buída floresceu. Suas políticas eram liberais, então não houve tumultos. Embelezou Baguedade com vários edifícios públicos, incluindo o famoso Hospital Aladudi. Era o maior hospital da época e foi destruído durante as conquistas mongóis. Muitas figuras proeminentes trabalharam no hospital, como Hali Abas e ibne Marzubã. Visitava Baguedade frequentemente e mantinha alguns de seus vizires lá, um deles sendo um cristão chamado Nácer bne Harune. Além disso, tinha vários estadistas zoroastristas que o serviam, como Abu Sal Saíde ibne Fadle Almajuci, que serviu como seu representante em Baguedade antes de sua conquista do Iraque; Abu Alfaraje Mançor ibne Sal Almujaci, que serviu como seu ministro financeiro; e Barã ibne Ardaxir Almujaci. Adude Adaulá parece ter respeitado muito sua religião.
Adude Adaulá também construiu caravançarais e represas. Xiraz se beneficiou particularmente desse trabalho: lá, construiu um palácio com trezentos e sessenta cômodos com torres eólicas avançadas para ar condicionado. A população de Xiraz havia aumentado tanto durante seu reinado que construiu uma cidade satélite nas proximidades para seu exército, chamada Carde-i Fana Cusrau ("feita por Fana Cosroes") — uma referência clara aos nomes que os sassânidas deram às suas fundações. Havia dois festivais anuais na cidade: o primeiro comemorava o dia em que os canos de água chegavam à cidade; o segundo, o aniversário da fundação da cidade. Ambas as celebrações foram instituídas por ele no modelo do feriado de Noruz, o Ano Novo iraniano. Todas essas atividades expandiram muito a economia de Fars, de modo que a renda tributária triplicou no século X. Suas contribuições para o enriquecimento de Fars fizeram dela uma região de relativa estabilidade e prosperidade para a cultura do Irã durante as invasões seljúcidas e mongóis.

## Família
Adude Adaulá, a fim de manter a paz, estabeleceu laços matrimoniais com vários governantes: sua filha foi casada com o califa abássida Altai (r. 974–991), enquanto outra foi casada com os samânidas e o governante ziárida Bisutum. O próprio Adude Adaulá teve várias esposas, que incluíam a filha de Bisutum; a filha de Manadar, um rei justânida; e a filha de Siaguil, um rei guilita. Dessas esposas, Adude Adaulá teve vários filhos: Abu Huceine Amade e Abu Tair Firusxá, da filha de Manadar; Abu Calijar Marzubã, da filha de Siaguil; e Xirdil Abu Alfauaris, de uma concubina turca. Adude Adaulá também teve um filho mais novo chamado Baa Adaulá. Abu Huceine Amade foi apoiado por sua mãe e seu tio, Fulade ibne Manadar, como herdeiro do Império Buída. No entanto, Abu Calijar Marzubã, por causa de sua descendência mais proeminente, foi nomeado herdeiro.

## Morte e sucessão
Adude Adaulá morreu em Baguedade em 26 de março de 983 e foi enterrado em Najafe. Seu filho Abu Calijar Marzubã, que estava em Baguedade na época de sua morte, primeiro manteve sua morte em segredo para garantir sua sucessão e evitar uma guerra civil. Quando tornou pública a morte de seu pai, recebeu o título de "Sansão Adaulá". No entanto, o outro filho de Adude Adaulá, Xirdil Abu Alfauaris, desafiou a autoridade de Sansão Adaulá, resultando numa guerra civil.

## Legado
Adude Adaulá, como os governantes buídas anteriores, manteve os abássidas em Baguedade, o que deu legitimidade à sua dinastia aos olhos de alguns muçulmanos sunitas. No entanto, demonstrou mais interesse do que seus predecessores pela cultura pré-islâmica do Irã e estava orgulhoso de sua origem iraniana. Visitou Persépolis ao lado de Marasfande, o principal sacerdote zoroastrista (mobede) de Cazerum, que leu as inscrições pré-islâmicas na cidade para ele. Adude Adaulá mais tarde deixou uma inscrição na cidade, que fala sobre sua consciência de ser herdeiro de uma antiga civilização pré-islâmica. Até mesmo alegou descendência do xainxá sassânida Vararanes V (r. 420–438), cunhou moedas dele usando uma coroa do tipo sassânida, que carregava a inscrição sassânida tradicional "xainxá, que sua glória aumente". O reverso da moeda dizia: Que o Xá Fana Cosroes tenha vida longa.
No entanto, ainda preferia autores árabes aos persas. Há muito pouca evidência de seu interesse pela poesia persa. Falava e escrevia em árabe e tinha orgulho de ser aluno de um famoso gramático árabe. Estudou ciências em árabe, incluindo astronomia e matemática. Muitos livros escritos em árabe foram dedicados a ele, sejam religiosos ou seculares. Aparentemente mostrando interesse em árabe em vez de persa, seguiu a corrente principal da vida intelectual em uma cidade provinciana onde a cultura era dominada por árabe e persa.
Como muitos de seus contemporâneos, não parece ter sentido que sua admiração pela civilização iraniana pré-islâmica conflitava com sua fé xiita muçulmana. De acordo com alguns relatos, consertou o Santuário do Imame Huceine em Carbala e construiu um mausoléu de Ali em Najafe, que hoje é conhecido como Mesquita do Imame Ali. Dizem que foi generoso com um proeminente teólogo xiita, mas não seguiu uma política religiosa xiita e foi tolerante com os sunitas. Até tentou se aproximar dos sunitas dando sua filha em casamento ao califa, o que foi um fracasso porque o califa se recusou a consumar o casamento.